# Canzoni della prima guerra mondiale
Le canzoni della prima guerra mondiale sono le canzoni che furono scritte e cantate nel periodo 1914-1918 ed avevano in qualche modo attinenza con gli eventi politici e militari della Grande Guerra. Esse appartengono a vari repertori e perciò, per motivi musicali ma soprattutto ideologici, vengono generalmente eseguite da interpreti differenti.

## In Italia

### Prima dell'entrata in guerra
Già prima che l'Italia partecipasse al conflitto, nei mesi fra l'inizio della guerra (28 giugno 1914) e la dichiarazione di guerra dell'Italia (24 maggio 1915) la querelle fra "neutralisti" e "interventisti" aveva invaso anche i café-chantant attraverso canzoni leggere e oggi quasi dimenticate.
Esemplare del fronte neutralista è La ragazza neutrale, che rappresenta l'Italia come una signorina che resiste alle avances dei corteggiatori francesi e tedeschi.
Le canzoni della propaganda interventista andavano, invece, dalle marcette patriottiche alle feroci caricature di Cecco Beppe, Guglielmone e Maometto.
Espressione dell'interventismo di sinistra fu, infine, la Canzone garibaldina.

### La guerra di posizione
Durante i lunghi anni della guerra di trincea le canzoni ebbero ben altro tono. I soldati soffrivano fisicamente e moralmente; e allora si diffuse un modo di dire entrato poi nella lingua corrente: "Canta che ti passa". In questi anni gli alpini elaborarono alcune delle canzoni che oggi fanno parte del repertorio dei canti di montagna, come Tapum, Monte Canino, La tradotta che parte da Torino, Monte Nero e altre. La canzone più cantata dagli alpini fu però un brano che non ha relazione con la guerra, cioè Quel mazzolin di fiori, che divenne allora famoso in tutt'Italia, ricantato anche nel 1972 da Gigliola Cinquetti e nel 1974 da Topo Gigio.
Anche la canzone napoletana diede alla luce alcuni brani in cui il protagonista è un soldato, ad esempio Sentinella e  'O primmo reggimento.
Il più famoso di essi è certamente 'O surdato 'nnammurato di Aniello Califano. Dopo l'interpretazione di Anna Magnani nel film per la televisione La sciantosa del 1971 questa canzone è diventata una sorta di inno dei pacifisti italiani.
Ma la frustrazione andò più in là. La durezza della guerra di trincea e l'enorme numero di vittime cadute per conquistare pochi metri di terreno suscitarono nei soldati sentimenti di rabbia che si espressero in canzoni come O Gorizia tu sei maledetta e La tradotta che parte da Novara. Dall'altra parte anche i soldati trentini mandati a combattere in Romania cantavano testi antimilitaristi come Sui monti Scarpazi. Alcune di queste canzoni di protesta individuavano i responsabili del conflitto, che indicavano negli studenti (Ascoltate o popolo ignorante) e nei signori (E quei vigliacchi di quei signori/Cadorna).
Fra i pochi canti entusiasti, che esaltavano le azioni militari, c'erano quelli cantati dagli arditi, i quali elaborarono un proprio canzoniere (Fiamme nere, Se non ci conoscete, e soprattutto Giovinezza nella versione di Marcello Manni), canzoniere che fu a sua volta la base del repertorio fascista.

### Dopo Caporetto
La rotta di Caporetto e il conseguente disordine hanno lasciato poche tracce in musica. Si può ricordare Adio Venesia adio, cantata dai profughi che fuggivano dalle zone occupate dagli Austriaci (o che si temeva potessero esserlo, come appunto Venezia).
Invece la successiva resistenza sulla linea del Piave e sul Monte Grappa contro l'invasione austriaca di una parte del territorio nazionale ispirarono canzoni patriottiche di successo come La canzone del Piave (E. A. Mario) e la Canzone del Grappa (Emilio De Bono). La leggenda del Piave, in particolare, fu così popolare che nel difficile periodo successivo all'8 settembre fu scelta come inno nazionale italiano, in cui tutti potessero riconoscersi al di sopra delle divisioni politiche.

### Pubblicazione e esecuzione
Anche le vicende editoriali delle canzoni della Grande Guerra sono significative. La maggior parte di esse furono infatti incise su disco negli stessi anni in cui venivano scritte.
Alcuni repertori, invece, come quelli degli alpini e degli arditi, non vennero immediatamente registrati, ma furono raccolti in canzonieri negli anni successivi. Fra queste raccolte è da ricordare Canti di soldati del 1919 di Barba Piero, pseudonimo di Piero Jahier.
La vicenda più tribolata fu in ogni modo quella di O Gorizia tu sei maledetta. Questo canto non fu eseguito pubblicamente fino al 1964, e quando ciò avvenne, al Festival dei Due Mondi di Spoleto, gli esecutori Michele Straniero e il gruppo del Nuovo Canzoniere Italiano, furono denunciati per vilipendio delle forze armate.

## All'estero
Fuori d'Italia la più famosa canzone resa popolare dai soldati della Grande Guerra è probabilmente l'inglese It's a Long, Long Way to Tipperary, cui va affiancata l'altrettanto celebre Colonel Bogey March.
Per i francesi la canzone simbolo della Grande Guerra è Quand Madelon, mentre la canzone antimilitarista è la Chanson de Craonne, scritta durante la battaglia dello Chemin des Dames.
Le canzoni tedesche della prima Guerra mondiale furono soprattutto delle marce militari, come la famosa Argonnerwaldlied ("Canzone della foresta delle Argonne") e la più triste Wildgänse rauschen durch die Nacht ("Le oche selvatiche sfrecciano sibilando nella notte").

## Discografia
- Paquito Del Bosco, Il Quindicidiciotto, nella collana Il fonografo italiano, Fonit-Cetra, 1979
- Fondazione De Martino, O Gorizia tu sei maledetta, nella collana Avanti popolo, Hobby&Work, 1998
- coro della SAT, nella collana Flashback, Sony-RCA, 2009